# 平野正臣
平野 正臣（ひらの まさおみ、1974年7月29日 - ）は日本の漫画家（アシスタント）。福島県会津若松市出身。
現在、漫画家うすた京介のアシスタント。『ピューと吹く!ジャガー』ではもう一人のアシスタント藤野耕平とともに題字カットなども担当。同作品コミックス5巻にて空きページ（コミックスのおまけのページ。いわゆる作者の自由スペース。）代原稿として業界初の他人の単行本デビュー作、『3年B組 はみだし先生!!』が掲載された。なお、同作品コミックス4巻巻末おまけの実写版『ジャガー』企画では、ハマーこと浜渡浩満役に扮した姿も披露している。
2007年、『週刊少年チャンピオン』第68回新人まんが賞の佳作を受賞した（「ライトアップソーダ」）。以後、秋田書店の雑誌で漫画家活動を行っている。

## 師匠
- うすた京介[1]